# 물우산대이끼과
물우산대이끼과(Pelliaceae)는 망울이끼강 리본이끼목에 속하는 우산이끼류과의 하나이다. 가는물우산대이끼(Pellia endiviifolia) 등을 포함하고 있다.

## 하위 속
- Androcryphia
- 노테로클라다속 (Noteroclada) - 별도의 노테로클라다과 유일속으로 분류하기도 함.
- 물우산대이끼속 (Pellia)[2]